# Campionato Primavera 2009-2010
Il Campionato Primavera TIM - Trofeo "Giacinto Facchetti" 2009-2010 è la 48ª edizione del Campionato Primavera. Il detentore del trofeo è il Palermo dell'allenatore Rosario Pergolizzi.
Dopo i play-off scudetto, la squadra vincitrice del torneo è stata il Genoa dell'allenatore Luca Chiappino.
La prima fase a gironi del campionato ha avuto inizio l'12 settembre 2009 per terminare il 13 marzo 2010.

## Fase a gironi
Classifiche finali:

### Girone A

#### Allenatori
| Squadra    | Allenatore                                                                     |           | Squadra                                                              | Allenatore     |
| ---------- | ------------------------------------------------------------------------------ | --------- | -------------------------------------------------------------------- | -------------- |
| Cagliari   | Giorgio Melis (1ª-23ª) Gianfranco Ibba (24ª-26ª)                               |           | Modena                                                               | Roberto Notari |
| Empoli     | Ettore Donati                                                                  | Parma     | Tiziano De Patre                                                     |                |
| Fiorentina | Renato Buso                                                                    | Piacenza  | Ezio Gelain                                                          |                |
| Genoa      | Luca Chiappino                                                                 | Sampdoria | Alfredo Aglietti                                                     |                |
| Grosseto   | Francesco Statuto                                                              | Sassuolo  | Paolo Mandelli                                                       |                |
| Juventus   | Luciano Bruni                                                                  | Siena     | Marco Baroni (1ª-5ª) Andrea Chiappini (6ª-9ª) Marco Baroni (10ª-26ª) |                |
| Livorno    | Pasquale De Vincenzo (1ª-13ª) Gennaro Ruotolo (14ª-22ª) Flavio Sarti (23ª-26ª) | Torino    | Antonino Asta                                                        |                |

#### Classifica girone A
|  |     | Classifica 2009-10 | Pt | G  | V  | N | P  | GF | GS | DR  |
|  | --- | ------------------ | -- | -- | -- | - | -- | -- | -- | --- |
|  | 1.  | Sampdoria          | 56 | 26 | 17 | 5 | 4  | 55 | 22 | +33 |
|  | 2.  | Juventus           | 55 | 26 | 16 | 7 | 3  | 54 | 26 | +28 |
|  | 3.  | Genoa              | 51 | 26 | 15 | 6 | 5  | 43 | 18 | +25 |
|  | 4.  | Empoli             | 48 | 26 | 14 | 6 | 6  | 36 | 18 | +18 |
|  | 5.  | Parma              | 48 | 26 | 15 | 3 | 8  | 39 | 26 | +13 |
|  | 6.  | Fiorentina         | 45 | 26 | 13 | 6 | 7  | 47 | 27 | +20 |
|  | 7.  | Siena              | 42 | 26 | 12 | 6 | 8  | 36 | 28 | +8  |
|  | 8.  | Piacenza           | 35 | 26 | 10 | 5 | 11 | 31 | 48 | -17 |
|  | 9.  | Torino             | 33 | 26 | 9  | 6 | 11 | 39 | 34 | +5  |
|  | 10. | Cagliari           | 24 | 26 | 6  | 6 | 14 | 26 | 49 | -23 |
|  | 11. | Sassuolo           | 23 | 26 | 6  | 5 | 15 | 25 | 39 | -14 |
|  | 12. | Livorno            | 20 | 26 | 5  | 5 | 16 | 19 | 41 | -22 |
|  | 13. | Modena             | 16 | 26 | 5  | 1 | 20 | 15 | 56 | -41 |
|  | 14. | Grosseto           | 15 | 26 | 4  | 3 | 19 | 17 | 50 | -33 |
|  |     |                    |    |    |    |   |    |    |    |     |

In giallo le squadre qualificate direttamente ed in azzurro la sesta che concorre all'ultimo piazzamento valido.

#### Risultati girone A
| 12 set. 2009 |                  | 16 gen. 2010 |
| ------------ | ---------------- | ------------ |
| 3-1          | Empoli-Cagliari  | 1-2          |
| 2-1          | Fiorentina-Parma | 2-0          |
| 0-1          | Genoa-Juventus   | 0-3          |
| 0-1          | Grosseto-Modena  | 3-1          |
| 3-0          | Sassuolo-Livorno | 1-2          |
| 2-2          | Siena-Piacenza   | 0-1          |
| 0-1          | Torino-Sampdoria | 2-3          |

| 19 set. 2009 |                    | 23 gen. 2010 |
| ------------ | ------------------ | ------------ |
| 2-1          | Cagliari-Torino    | 0-3          |
| 3-3          | Juventus-Siena     | 1-0          |
| 1-1          | Livorno-Fiorentina | 1-2          |
| 2-3          | Modena-Genoa       | 0-6          |
| 3-0          | Parma-Grosseto     | 1-0          |
| 0-3          | Piacenza-Sassuolo  | 0-2          |
| 1-1          | Sampdoria-Empoli   | 2-0          |

| 11 ott. 2009 |                     | 30 gen. 2010 |
| ------------ | ------------------- | ------------ |
| 3-2          | Fiorentina-Piacenza | 7-0          |
| 0-0          | Genoa-Cagliari      | 3-1          |
| 2-3          | Grosseto – Siena    | 1-1          |
| 1-4          | Livorno – Juventus  | 2-2          |
| 0-3          | Parma – Sampdoria   | 1-0          |
| 0-0          | Sassuolo – Modena   | 1-2          |
| 1-1          | Torino – Empoli     | 1-0          |

| 17 ott. 2009 |                       | 20 feb. 2010 |
| ------------ | --------------------- | ------------ |
| 0-3          | Cagliari - Fiorentina | 0-3          |
| 1-1          | Empoli - Genoa        | 0-1          |
| 1-0          | Juventus - Sassuolo   | 3-0          |
| 0-1          | Modena - Parma        | 1-0          |
| 2-0          | Piacenza - Grosseto   | 4-1          |
| 3-1          | Sampdoria - Livorno   | 2-2          |
| 3-0          | Siena - Torino        | 4-3          |

| 24 ott. 2009 |                   | 27 feb. 2010 |
| ------------ | ----------------- | ------------ |
| 1-2          | Cagliari-Piacenza | 0-1          |
| 1-2          | Fiorentina-Siena  | 0-1          |
| 2-0          | Genoa-Sampdoria   | 1-1          |
| 3-0          | Juventus-Modena   | 2-0          |
| 1-2          | Livorno-Torino    | 1-0          |
| 1-1          | Parma-Empoli      | 2-1          |
| 2-1          | Sassuolo-Grosseto | 0-1          |

| 31 ott. 2009 |                    | 6 mar. 2010 |
| ------------ | ------------------ | ----------- |
| 4-0          | Empoli-Piacenza    | 0-0         |
| 2-0          | Genoa-Fiorentina   | 3-0         |
| 1-4          | Grosseto-Sampdoria | 0-2         |
| 3-0          | Modena-Livorno     | 0-1         |
| 0-1          | Sassuolo-Parma     | 2-3         |
| 1-1          | Siena-Cagliari     | 1-2         |
| 1-3          | Torino-Juventus    | 1-2         |

| 7 nov. 2009 |                    | 13 mar. 2010 |
| ----------- | ------------------ | ------------ |
| 4-0         | Cagliari-Modena    | 0-1          |
| 1-1         | Fiorentina-Empoli  | 0-1          |
| 3-1         | Juventus-Parma     | 0-3          |
| 1-0         | Livorno-Grosseto   | 1-2          |
| 1-0         | Piacenza-Torino    | 1-2          |
| 3-0         | Sampdoria-Sassuolo | 4-1          |
| 1-0         | Siena-Genoa        | 1-1          |

| 14 nov. 2009 |                   | 20 mar. 2010 |
| ------------ | ----------------- | ------------ |
| 1-0          | Empoli-Siena      | 1-0          |
| 0-2          | Genoa-Piacenza    | 4-1          |
| 1-4          | Grosseto-Juventus | 1-1          |
| 0-1          | Modena-Sampdoria  | 0-4          |
| 1-0          | Parma-Livorno     | 1-0          |
| 2-0          | Sassuolo-Cagliari | 2-1          |
| 2-2          | Torino-Fiorentina | 1-1          |

| 21 nov. 2009 |                     | 27 mar. 2010 |
| ------------ | ------------------- | ------------ |
| 2-1          | Cagliari-Grosseto   | 1-1          |
| 3-0          | Empoli-Modena       | 2-1          |
| 0-0          | Fiorentina-Sassuolo | 3-1          |
| 3-2          | Piacenza-Livorno    | 0-0          |
| 2-0          | Sampdoria-Juventus  | 1-1          |
| 2-0          | Siena-Parma         | 0-1          |
| 1-1          | Torino-Genoa        | 1-0          |

| 28 nov. 2009 |                    | 10 apr. 2010 |
| ------------ | ------------------ | ------------ |
| 0-2          | Grosseto-Genoa     | 0-3          |
| 3-0          | Juventus-Cagliari  | 2-2          |
| 0-1          | Livorno-Siena      | 1-0          |
| 0-3          | Modena-Fiorentina  | 0-2          |
| 1-1          | Parma-Torino       | 4-2          |
| 6-1          | Sampdoria-Piacenza | 2-1          |
| 0-1          | Sassuolo-Empoli    | 0-2          |

| 5 dic. 2009 |                     | 17 apr. 2010 |
| ----------- | ------------------- | ------------ |
| 2-2         | Cagliari-Sampdoria  | 1-3          |
| 1-2         | Empoli-Juventus     | 1-0          |
| 2-0         | Fiorentina-Grosseto | 3-0          |
| 2-0         | Genoa-Livorno       | 2-0          |
| 2-2         | Piacenza-Parma      | 0-1          |
| 2-1         | Siena-Modena        | 3-1          |
| 2-0         | Torino-Sassuolo     | 1-1          |

| 12 dic. 2009 |                      | 24 apr. 2010 |
| ------------ | -------------------- | ------------ |
| 0-2          | Grosseto-Empoli      | 0-2          |
| 3-0          | Juventus-Piacenza    | 2-2          |
| 0-1          | Livorno-Cagliari     | 0-0          |
| 0-5          | Modena-Torino        | 0-5          |
| 0-1          | Parma-Genoa          | 0-1          |
| 2-0          | Sampdoria-Fiorentina | 1-4          |
| 1-1          | Sassuolo-Siena       | 1-3          |

| \| 9 gen. 2010 \| \| 1º mag. 2010 \| \| ----------- \| ------------------- \| ------------ \| \| 2-3 \| Cagliari-Parma \| 0-7 \| \| 3-1 \| Empoli-Livorno \| 2-0 \| \| 2-2 \| Fiorentina-Juventus \| 1-3 \| \| 2-0 \| Genoa-Sassuolo \| 2-2 \| \| 1-0 \| Piacenza-Modena \| 2-1 \| \| 1-0 \| Siena-Sampdoria \| 0-2 \| \| 2-0 \| Torino-Grosseto \| 0-1 \| |                     |              |
| 9 gen. 2010 |                     | 1º mag. 2010 |
| 2-3 | Cagliari-Parma      | 0-7          |
| 3-1 | Empoli-Livorno      | 2-0          |
| 2-2 | Fiorentina-Juventus | 1-3          |
| 2-0 | Genoa-Sassuolo      | 2-2          |
| 1-0 | Piacenza-Modena     | 2-1          |
| 1-0 | Siena-Sampdoria     | 0-2          |
| 2-0 | Torino-Grosseto     | 0-1          |

### Girone B

#### Allenatori
| Squadra     | Allenatore        |           | Squadra              | Allenatore |
| ----------- | ----------------- | --------- | -------------------- | ---------- |
| AlbinoLeffe | Marco Gaburro     |           | Inter                | Fulvio Pea |
| Atalanta    | Valter Bonacina   | Mantova   | Claudio Valigi       |            |
| Bologna     | Paolo Magnani     | Milan     | Giovanni Stroppa     |            |
| Brescia     | Giampaolo Saurini | Padova    | Alessandro Dal Canto |            |
| Cesena      | Stefano Protti    | Triestina | Sandro Danelutti     |            |
| Chievo      | Paolo Nicolato    | Udinese   | Fabio Rossitto       |            |
| Cittadella  | Stefano Romanin   | Vicenza   | Luciano Miani        |            |

#### Classifica girone B
|  |     | Classifica 2009-10 | Pt | G  | V  | N  | P  | GF | GS | DR  |
|  | --- | ------------------ | -- | -- | -- | -- | -- | -- | -- | --- |
|  | 1.  | Inter              | 60 | 26 | 18 | 6  | 2  | 56 | 15 | +41 |
|  | 2.  | Milan              | 54 | 26 | 16 | 6  | 4  | 65 | 31 | +34 |
|  | 3.  | Chievo             | 49 | 26 | 13 | 10 | 3  | 30 | 16 | +14 |
|  | 4.  | Atalanta           | 49 | 26 | 14 | 7  | 5  | 35 | 22 | +13 |
|  | 5.  | Brescia            | 47 | 26 | 14 | 5  | 7  | 44 | 33 | +11 |
|  | 6.  | Udinese            | 46 | 26 | 12 | 10 | 4  | 43 | 31 | +12 |
|  | 7.  | AlbinoLeffe        | 37 | 26 | 9  | 10 | 7  | 21 | 24 | -4  |
|  | 8.  | Mantova            | 36 | 26 | 10 | 6  | 10 | 34 | 35 | -1  |
|  | 9.  | Cesena             | 34 | 26 | 9  | 7  | 10 | 28 | 25 | +3  |
|  | 10. | Triestina          | 24 | 26 | 6  | 6  | 14 | 23 | 42 | -19 |
|  | 11. | Bologna            | 23 | 26 | 5  | 8  | 13 | 24 | 40 | -16 |
|  | 12. | Padova             | 19 | 26 | 5  | 4  | 17 | 21 | 43 | -22 |
|  | 13. | Cittadella         | 11 | 26 | 2  | 5  | 19 | 16 | 51 | -35 |
|  | 14. | Vicenza            | 10 | 26 | 2  | 4  | 20 | 21 | 53 | -32 |
|  |     |                    |    |    |    |    |    |    |    |     |

In rosa le squadre qualificate direttamente; in azzurro la sesta che concorre all'ultimo piazzamento valido.

#### Risultati girone B
| 12 set. 2009 |                     | 16 gen. 2010 |
| ------------ | ------------------- | ------------ |
| 3-0          | Atalanta-Cittadella | 2-0          |
| 0-1          | Bologna-Udinese     | 3-1          |
| 2-3          | Cesena-Milan        | 1-1          |
| 1-1          | Inter-Albinoleffe   | 0-0          |
| 1-2          | Padova-Mantova      | 0-1          |
| 0-1          | Triestina-Chievo    | 0-1          |
| 0-1          | Vicenza-Brescia     | 1-4          |

| 19 set. 2009 |                    | 23 gen. 2010 |
| ------------ | ------------------ | ------------ |
| 1-4          | Albinoleffe-Cesena | 4-1          |
| 1-2          | Brescia-Inter      | 0-5          |
| 2-1          | Chievo-Vicenza     | 1-0          |
| 3-2          | Cittadella-Bologna | 0-1          |
| 3-0          | Mantova-Triestina  | 3-0          |
| 3-0          | Milan-Padova       | 4-1          |
| 0-1          | Udinese-Atalanta   | 3-3          |

| 11 ott. 2009 |                       | 30 gen. 2010 |
| ------------ | --------------------- | ------------ |
| 0-1          | Atalanta – Milan      | 1-4          |
| 0-0          | Bologna – Chievo      | 0-0          |
| 1-1          | Cesena – Brescia      | 1-1          |
| 2-1          | Inter – Padova        | 2-1          |
| 1-0          | Mantova – Cittadella  | 2-0          |
| 2-2          | Triestina – Udinese   | 1-3          |
| 1-2          | Vicenza – Albinoleffe | 1-1          |

| 17 ott. 2009 |                        | 20 feb. 2010 |
| ------------ | ---------------------- | ------------ |
| 0-0          | Albinoleffe - Atalanta | 0-0          |
| 0-3          | Brescia - Triestina    | 1-0          |
| 2-1          | Chievo - Cesena        | 2-1          |
| 0-2          | Cittadella - Vicenza   | 0-0          |
| 2-2          | Milan - Mantova        | 3-2          |
| 0-2          | Padova - Bologna       | 0-1          |
| 2-2          | Udinese - Inter        | 0-3          |

| 24 ott. 2009 |                     | 27 feb. 2010 |
| ------------ | ------------------- | ------------ |
| 1-0          | Atalanta-Brescia    | 2-1          |
| 0-1          | Bologna-Albinoleffe | 0-0          |
| 0-1          | Mantova-Inter       | 0-4          |
| 4-1          | Milan-Cittadella    | 3-2          |
| 0-1          | Triestina-Cesena    | 1-0          |
| 0-0          | Udinese-Chievo      | 1-1          |
| 2-0          | Vicenza-Padova      | 1-2          |

| 31 ott. 2009 |                    | 6 mar. 2010 |
| ------------ | ------------------ | ----------- |
| 2-1          | Albinoleffe-Chievo | 0-0         |
| 2-0          | Brescia-Milan      | 1-3         |
| 0-0          | Cesena-Cittadella  | 2-0         |
| 5-0          | Inter-Bologna      | 1-0         |
| 0-0          | Padova-Udinese     | 2-4         |
| 1-1          | Triestina-Atalanta | 0-1         |
| 1-2          | Vicenza-Mantova    | 1-3         |

| 7 nov. 2009 |                     | 13 mar. 2010 |
| ----------- | ------------------- | ------------ |
| 0-1         | Atalanta-Padova     | 1-1          |
| 2-1         | Bologna-Vicenza     | 2-1          |
| 2-1         | Chievo-Inter        | 0-2          |
| 1-2         | Cittadella-Brescia  | 0-1          |
| 0-1         | Mantova-Cesena      | 1-0          |
| 3-1         | Milan-Triestina     | 3-0          |
| 0-0         | Udinese-Albinoleffe | 1-0          |

| 14 nov. 2009 |                        | 20 mar. 2010 |
| ------------ | ---------------------- | ------------ |
| 1-0          | Albinoleffe-Cittadella | 4-1          |
| 4-1          | Brescia-Mantova        | 3-1          |
| 1-2          | Cesena-Atalanta        | 1-0          |
| 1-1          | Inter-Milan            | 4-1          |
| 1-1          | Padova-Chievo          | 0-1          |
| 4-3          | Triestina-Bologna      | 0-0          |
| 1-2          | Vicenza-Udinese        | 0-1          |

| 21 nov. 2009 |                      | 27 mar. 2010 |
| ------------ | -------------------- | ------------ |
| 2-0          | Atalanta-Mantova     | 2-2          |
| 1-1          | Bologna-Cesena       | 0-1          |
| 0-0          | Chievo-Milan         | 2-1          |
| 1-1          | Cittadella-Triestina | 0-0          |
| 1-1          | Inter-Vicenza        | 1-0          |
| 0-1          | Padova-Albinoleffe   | 3-1          |
| 1-2          | Udinese-Brescia      | 2-4          |

| 28 nov. 2009 |                    | 10 apr. 2010 |
| ------------ | ------------------ | ------------ |
| 2-0          | Atalanta-Chievo    | 0-2          |
| 5-0          | Brescia-Padova     | 2-1          |
| 0-1          | Cesena-Inter       | 0-1          |
| 0-3          | Cittadella-Udinese | 1-3          |
| 3-2          | Mantova-Bologna    | 0-0          |
| 2-0          | Milan-Albinoleffe  | 2-1          |
| 5-3          | Triestina-Vicenza  | 0-0          |

| 5 dic. 2009 |                     | 17 apr. 2010 |
| ----------- | ------------------- | ------------ |
| 0-0         | Albinoleffe-Brescia | 0-3          |
| 1-2         | Bologna-Atalanta    | 0-2          |
| 1-1         | Chievo-Mantova      | 1-0          |
| 6-0         | Inter-Triestina     | 3-1          |
| 1-3         | Padova-Cittadella   | 3-1          |
| 0-0         | Udinese-Milan       | 3-1          |
| 1-2         | Vicenza-Cesena      | 0-1          |

| 12 dic. 2009 |                     | 24 apr. 2010 |
| ------------ | ------------------- | ------------ |
| 2-1          | Atalanta-Inter      | 0-0          |
| 2-2          | Brescia-Bologna     | 2-0          |
| 2-2          | Cesena-Udinese      | 1-2          |
| 0-0          | Cittadella-Chievo   | 1-4          |
| 1-1          | Mantova-Albinoleffe | 0-1          |
| 7-0          | Milan-Vicenza       | 6-0          |
| 1-0          | Triestina-Padova    | 1-0          |

| \| 9 gen. 2010 \| \| 1º mag. 2010 \| \| ----------- \| --------------------- \| ------------ \| \| 2-1 \| Albinoleffe-Triestina \| 1-0 \| \| 4-4 \| Bologna-Milan \| 0-3 \| \| 4-0 \| Chievo-Brescia \| 1-1 \| \| 2-0 \| Inter-Cittadella \| 4-1 \| \| 2-1 \| Padova-Cesena \| 0-0 \| \| 2-1 \| Udinese-Mantova \| 2-2 \| \| 1-2 \| Vicenza-Atalanta \| 1-3 \| |                       |              |
| 9 gen. 2010 |                       | 1º mag. 2010 |
| 2-1 | Albinoleffe-Triestina | 1-0          |
| 4-4 | Bologna-Milan         | 0-3          |
| 4-0 | Chievo-Brescia        | 1-1          |
| 2-0 | Inter-Cittadella      | 4-1          |
| 2-1 | Padova-Cesena         | 0-0          |
| 2-1 | Udinese-Mantova       | 2-2          |
| 1-2 | Vicenza-Atalanta      | 1-3          |

### Girone C

#### Allenatori
| Squadra   | Allenatore                                                                  |             | Squadra                                             | Allenatore     |
| --------- | --------------------------------------------------------------------------- | ----------- | --------------------------------------------------- | -------------- |
| Ancona    | Stefano Fontana                                                             |             | Lazio                                               | Roberto Sesena |
| Ascoli    | Giuseppe Ferazzoli                                                          | Lecce       | Vincenzo Mazzeo                                     |                |
| Bari      | Pietro Maiellaro                                                            | Napoli      | Ivan Faustino                                       |                |
| Catania   | Salvatore Amura                                                             | Palermo     | Rosario Pergolizzi                                  |                |
| Crotone   | Giuseppe Tortora                                                            | Reggina     | Roberto Breda (1ª-16ª) Maurizio Trombetta (17ª-26ª) |                |
| Frosinone | Gianluca De Angelis                                                         | Roma        | Alberto De Rossi                                    |                |
| Gallipoli | Luigi Solidoro (1ª-6ª) Giovanni De Pasquale (7ª-21ª) Rocco Errico (22ª-26ª) | Salernitana | Gianluca Grassadonia (1ª-6ª) Gaetano Zeoli (7ª-26ª) |                |

#### Classifica girone C
|  |     | Classifica 2009-10 | Pt | G  | V  | N  | P  | GF | GS | DR  |
|  | --- | ------------------ | -- | -- | -- | -- | -- | -- | -- | --- |
|  | 1.  | Roma               | 63 | 26 | 20 | 2  | 3  | 59 | 7  | +52 |
|  | 2.  | Palermo            | 55 | 26 | 15 | 6  | 3  | 47 | 18 | +29 |
|  | 3.  | Lazio              | 51 | 26 | 15 | 6  | 5  | 52 | 23 | +29 |
|  | 4.  | Catania            | 50 | 26 | 15 | 5  | 6  | 51 | 28 | +23 |
|  | 5.  | Bari               | 49 | 26 | 15 | 4  | 7  | 41 | 26 | +15 |
|  | 6.  | Reggina            | 45 | 26 | 13 | 6  | 7  | 43 | 27 | +16 |
|  | 7.  | Salernitana        | 44 | 26 | 13 | 5  | 8  | 41 | 30 | +11 |
|  | 8.  | Napoli             | 35 | 26 | 10 | 5  | 11 | 36 | 37 | -1  |
|  | 9.  | Ascoli             | 28 | 26 | 5  | 13 | 8  | 31 | 51 | -20 |
|  | 10. | Lecce              | 23 | 26 | 6  | 5  | 15 | 30 | 47 | -17 |
|  | 11. | Crotone            | 21 | 26 | 5  | 6  | 15 | 23 | 49 | -26 |
|  | 11. | Ancona             | 20 | 26 | 5  | 5  | 16 | 28 | 56 | -28 |
|  | 13. | Frosinone          | 19 | 26 | 5  | 4  | 17 | 24 | 42 | -18 |
|  | 14. | Gallipoli          | 5  | 26 | 1  | 2  | 23 | 15 | 80 | -65 |
|  |     |                    |    |    |    |    |    |    |    |     |

In verde le squadre qualificate direttamente; in azzurro la sesta che concorre all'ultimo piazzamento valido.

#### Risultati girone C
| 12 set. 2009 |                    | 16 gen. 2010 |
| ------------ | ------------------ | ------------ |
| 2-0          | Bari-Reggina       | 0-2          |
| 0-1          | Frosonine-Roma     | 0-2          |
| 3-0          | Lazio-Crotone      | 4-0          |
| 0-1          | Lecce-Catania      | 1-3          |
| 5-0          | Napoli-Gallipoli   | 2-1          |
| 2-0          | Palermo-Ancona     | 2-1          |
| 2-3          | Salernitana-Ascoli | 1-1          |

| 19 set. 2009 |                    | 23 gen. 2010 |
| ------------ | ------------------ | ------------ |
| 1-2          | Ancona-Salernitana | 1-2          |
| 2-2          | Ascoli-Palermo     | 0-6          |
| 3-4          | Catania-Lazio      | 2-1          |
| 1-2          | Crotone-Napoli     | 0-0          |
| 0-3          | Gallipoli-Bari     | 0-5          |
| 2-0          | Reggina-Frosinone  | 1-1          |
| 4-0          | Roma-Lecce         | 3-0          |

| 11 ott. 2009 |                     | 30 gen. 2010 |
| ------------ | ------------------- | ------------ |
| 0-4          | Ancona – Catania    | 0-3          |
| 1-0          | Crotone – Gallipoli | 1-0          |
| 0-1          | Frosinone – Bari    | 0-1          |
| 3-0          | Lazio – Reggina     | 1-1          |
| 2-2          | Lecce – Salernitana | 0-2          |
| 1-1          | Napoli – Ascoli     | 1-1          |
| 0-0          | Palermo – Roma      | 0-1          |

| 17 ott. 2009 |                       | 20 feb. 2010 |
| ------------ | --------------------- | ------------ |
| 0-0          | Ascoli - Lazio        | 2-4          |
| 3-1          | Bari - Crotone        | 1-1          |
| 1-3          | Catania - Frosinone   | 1-0          |
| 0-5          | Gallipoli - Lecce     | 0-2          |
| 1-3          | Reggina - Napoli      | 2-3          |
| 4-0          | Roma - Ancona         | 5-0          |
| 1-2          | Salernitana - Palermo | 1-2          |

| 24 ott. 2009 |                     | 27 feb. 2010 |
| ------------ | ------------------- | ------------ |
| 1-1          | Ancona-Ascoli       | 1-1          |
| 0-2          | Crotone-Salernitana | 1-2          |
| 2-1          | Frosinone-Gallipoli | 2-4          |
| 0-2          | Lecce-Reggina       | 0-3          |
| 5-2          | Napoli-Lazio        | 0-1          |
| 3-0          | Palermo-Bari        | 1-1          |
| 2-0          | Roma-Catania        | 1-1          |

| 31 ott. 2009 |                     | 6 mar. 2010 |
| ------------ | ------------------- | ----------- |
| 3-2          | Bari-Lecce          | 1-2         |
| 2-1          | Frosinone-Crotone   | 1-2         |
| 0-2          | Gallipoli-Roma      | 0-7         |
| 0-1          | Lazio-Palermo       | 1-1         |
| 1-3          | Napoli-Ancona       | 2-1         |
| 6-0          | Reggina-Ascoli      | 1-1         |
| 2-0          | Salernitana-Catania | 1-3         |

| 7 nov. 2009 |                    | 13 mar. 2010 |
| ----------- | ------------------ | ------------ |
| 1-1         | Ancona-Lazio       | 0-5          |
| 3-2         | Ascoli-Bari        | 2-2          |
| 4-1         | Catania-Gallipoli  | 6-1          |
| 2-2         | Lecce-Frosinone    | 1-0          |
| 0-1         | Palermo-Reggina    | 1-0          |
| 3-0         | Roma-Crotone       | 2-1          |
| 2-1         | Salernitana-Napoli | 2-1          |

| 14 nov. 2009 |                   | 20 mar. 2010 |
| ------------ | ----------------- | ------------ |
| 0-3          | Bari-Roma         | 0-1          |
| 2-2          | Crotone-Catania   | 0-3          |
| 2-3          | Frosinone-Palermo | 0-3          |
| 2-3          | Gallipoli-Ascoli  | 0-3          |
| 1-0          | Lazio-Salernitana | 1-0          |
| 2-1          | Napoli-Lecce      | 1-0          |
| 4-0          | Reggina-Ancona    | 1-0          |

| 21 nov. 2009 |                     | 27 mar. 2010 |
| ------------ | ------------------- | ------------ |
| 1-1          | Ancona-Gallipoli    | 3-2          |
| 0-4          | Ascoli-Roma         | 0-4          |
| 1-0          | Catania-Bari        | 0-1          |
| 2-0          | Lazio-Frosinone     | 2-0          |
| 3-0          | Lecce-Crotone       | 1-2          |
| 2-1          | Palermo-Napoli      | 1-1          |
| 3-2          | Salernitana-Reggina | 1-1          |

| 28 nov. 2009 |                       | 10 apr. 2010 |
| ------------ | --------------------- | ------------ |
| 3-0          | Bari-Napoli           | 1-0          |
| 2-0          | Catania-Ascoli        | 2-1          |
| 1-1          | Crotone-Reggina       | 2-3          |
| 0-2          | Frosinone-Ancona      | 1-1          |
| 0-0          | Gallipoli-Salernitana | 2-5          |
| 0-3          | Lecce-Palermo         | 0-1          |
| 2-0          | Roma-Lazio            | 1-2          |

| 5 dic. 2009 |                       | 17 apr. 2010 |
| ----------- | --------------------- | ------------ |
| 4-1         | Ancona-Lecce          | 2-3          |
| 2-0         | Ascoli-Crotone        | 2-2          |
| 0-1         | Lazio-Bari            | 1-1          |
| 0-0         | Napoli-Catania        | 0-1          |
| 3-0         | Palermo-Gallipoli     | 3-0*         |
| 1-0         | Reggina-Roma          | 1-2          |
| 1-0         | Salernitana-Frosinone | 3-0          |

| 12 dic. 2009 |                   | 24 apr. 2010 |
| ------------ | ----------------- | ------------ |
| 2-1          | Bari-Salernitana  | 1-0          |
| 3-1          | Catania-Palermo   | 2-2          |
| 2-1          | Crotone-Ancona    | 0-2          |
| 3-0          | Frosinone-Ascoli  | 0-0          |
| 0-2          | Gallipoli-Reggina | 0-1          |
| 2-2          | Lecce-Lazio       | 0-2          |
| 1-0          | Roma-Napoli       | 4-0          |

| \| 9 gen. 2010 \| \| 1º mag. 2010 \| \| ----------- \| ---------------- \| ------------ \| \| 1-4 \| Ancona-Bari \| 1-2 \| \| 1-1 \| Ascoli-Lecce \| 1-1 \| \| 3-0 \| Lazio-Gallipoli \| 6-0 \| \| 3-2 \| Napoli-Frosinone \| 1-3 \| \| 2-0 \| Palermo-Crotone \| 2-2 \| \| 2-1 \| Reggina-Catania \| 2-2 \| \| 1-0 \| Salernitana-Roma \| 2-2 \| |                  |              |
| 9 gen. 2010 |                  | 1º mag. 2010 |
| 1-4 | Ancona-Bari      | 1-2          |
| 1-1 | Ascoli-Lecce     | 1-1          |
| 3-0 | Lazio-Gallipoli  | 6-0          |
| 3-2 | Napoli-Frosinone | 1-3          |
| 2-0 | Palermo-Crotone  | 2-2          |
| 2-1 | Reggina-Catania  | 2-2          |
| 1-0 | Salernitana-Roma | 2-2          |

## Ottavi di finale

### Partecipanti
Prime classificate
- Sampdoria (Girone A)
- Inter (Girone B)
- Roma (Girone C)

Seconde classificate
- Juventus(Girone A)
- Milan (Girone B)
- Palermo (Girone C)

Terze classificate
- Genoa (Girone A)
- Chievo (Girone B)
- Lazio (Girone C)

Quarte classificate
- Empoli (Girone A)
- Atalanta (Girone B)
- Catania (Girone C)

Quinte classificate
- Parma (Girone A)
- Brescia (Girone B)
- Bari (Girone C)

Migliore Sesta classificata
- Udinese (Girone B)

### Sorteggio
Il sorteggio degli ottavi di finale si è tenuto il 3 maggio 2010, ore 17.00, Milano, nella sede della Lega Nazionale Professionisti.
Negli ottavi non si possono incontrare squadre della stessa fascia, né squadre aventi fatto parte dello stesso girone di qualificazione.
Prima fascia
 Sampdoria  Inter  Roma  Juventus  Milan  Palermo  Genoa  Lazio
Seconda fascia
 Chievo  Empoli  Atalanta  Catania  Parma  Brescia  Bari  Udinese

### Tabellone
Andata 8 maggio 2010, ritorno 13 maggio 2010.
| Squadra 1 | Totale | Squadra 2 | Andata | Ritorno |
| --------- | ------ | --------- | ------ | ------- |
| Atalanta  | 1 - 4  | Sampdoria | 0 - 2  | 1 - 2   |
| Bari      | 1 - 5  | Genoa     | 0 - 5  | 1 - 0   |
| Brescia   | 4 - 3  | Juventus  | 3 - 2  | 1 - 1   |
| Catania   | 2 - 3  | Milan     | 1 - 0  | 1 - 3   |
| Chievo    | 3 - 1  | Roma      | 2 - 0  | 1 - 1   |
| Empoli    | 2 - 1  | Inter     | 1 - 0  | 1 - 1   |
| Parma     | 1 - 2  | Lazio     | 0 - 0  | 1 - 2   |
| Udinese   | 1 - 2  | Palermo   | 1 - 2  | 0 - 0   |

## Final-eight
Le gare della fase finale sono state giocate nel periodo tra il 1º giugno 2010 e l'8 giugno 2010
Sono quattro gli impianti sportivi che ospiteranno le gare delle 8 finaliste: Stadio Universitario "L. Luzi" di Camerino, Stadio Comunale di Civitanova Marche, Stadio Helvia Recina di Macerata e Stadio della Vittoria di Tolentino.
|  | Quarti di finale | Quarti di finale | Quarti di finale |       |           | Semifinali | Semifinali | Semifinali |  |  | Finale | Finale | Finale |
|  |                  |                  |                  |       |           |            |            |            |  |  |        |        |        |
|  |                  | Palermo          | 1                |       |           |            |            |            |  |  |        |        |        |
|  |                  | Empoli           | 2                |       |           |            |            |            |  |  |        |        |        |
|  |                  | Empoli           | 2                |       | Empoli    | 4          |            |            |  |  |        |        |        |
|  |                  |                  |                  |       | Empoli    | 4          |            |            |  |  |        |        |        |
|  |                  |                  | Brescia          | 0     |           |            |            |            |  |  |        |        |        |
|  |                  | Lazio            | Brescia          | 0     | 0         |            |            |            |  |  |        |        |        |
|  |                  | Lazio            |                  |       | 0         |            |            |            |  |  |        |        |        |
|  |                  | Brescia          | 2                |       |           |            |            |            |  |  |        |        |        |
|  |                  |                  |                  |       |           |            |            |            |  |  |        | Empoli | 1      |
|  |                  |                  |                  | Genoa | 2         |            |            |            |  |  |        |        |        |
|  |                  | Sampdoria        | 3                |       |           |            |            |            |  |  |        |        |        |
|  |                  | Milan            | 2                |       |           |            |            |            |  |  |        |        |        |
|  |                  | Milan            | 2                |       | Sampdoria | 1          |            |            |  |  |        |        |        |
|  |                  |                  |                  |       | Sampdoria | 1          |            |            |  |  |        |        |        |
|  |                  |                  | Genoa            | 4     |           |            |            |            |  |  |        |        |        |
|  |                  | Genoa            | Genoa            | 4     | 3         |            |            |            |  |  |        |        |        |
|  |                  | Genoa            |                  |       | 3         |            |            |            |  |  |        |        |        |
|  |                  | Chievo           | 2                |       |           |            |            |            |  |  |        |        |        |

### Dettaglio incontri

#### Quarti di finale
| Arbitro: | Di Bello |

|            |           |                         |
| Laribi 46’ | Marcatori | 73’ (rig.) 106’ Dumitru |

| Arbitro: | Albertini |

|  |           |                          |
|  | Marcatori | 19’ El Kaddouri 74’ Kuci |

| Arbitro: | Abbattista |

|                                          |           |                  |
| Blondett 39’ Kiilerich 86’ Krstičić 108’ | Marcatori | 25’ 32’ Oduamadi |

| Arbitro: | Mariani |

|                                         |           |                                         |
| Polenta 70’ (rig.) 92’ (rig.) Cofie 84’ | Marcatori | 11’ (rig.) Benedetti 15’ (aut.) Polenta |

#### Semifinali
| Arbitro: | Ceccarelli |

|                                                   |           |  |
| Saponara 25’ Tognarelli 70’ Crafa 79’ Dumitru 89’ | Marcatori |  |

| Arbitro: | Bietolini |

|              |           |                                                         |
| Šćepović 27’ | Marcatori | 9’ El Shaarawy 60’ Ragusa 66’ Chinellato 71’ Chinellato |

#### Finale
| Arbitro: | Fabrizio Pasqua (Tivoli) |

|                 |           |                                    |
| Pucciarelli 70’ | Marcatori | 45’ (rig.) Polenta 59’ El Shaarawy |

## Marcatori
- Federico Casarini (Bologna)
- Antonino Bonvissuto (Lecce)
- Matteo Liviero (Juventus)
- Nicolao Dumitru (Empoli)
- Niccolò Giannetti (Siena)
- Daniele Flavio (Cagliari)